# Johannes Theodor Reinhardt
Johannes Theodor Reinhardt (Kopenhagen, 3 december 1816 - Frederiksberg, 23 oktober 1882) was een Deens zoöloog en herpetoloog.

## Biografie
Reinhardt nam als plantkundige deel aan de Galathea-expeditie van 1845/47. In 1848 kreeg hij een aanstelling als conservator bij het Kongelige Naturhistoriske Museum (tegenwoordig het Zoologisk Museum). Van 1856 tot 1878 doceerde hij daarnaast zoölogie aan Danmarks Tekniske Universitet. Tussen 1861 en 1878 deed hij hetzelfde aan de Universiteit van Kopenhagen.
In de jaren 40 en 50 van de negentiende eeuw deed Reinhardt enkele malen veldwerk in Brazilië, waarbij hij als assistent optrad voor de Deense paleontoloog Peter Wilhelm Lund. Reinhardt was een vroege aanhanger van Charles Darwins evolutietheorie en, vanuit zijn werk met uitgestorven soorten, uitgesproken kritisch over Georges Cuvier en diens catastrofisme. Samen met Christian Frederik Lütken schreef Reinhardt in 1861 Bidrag til Kundskab om Brasiliens Padder og Krybdyr (Bijdragen tot de kennis van Braziliaanse amfibieën en reptielen).

## Erkenning
- De aardpython (Calabaria reinhardtii) werd naar Reinhardt vernoemd; hij was de verzamelaar van het type.[1][2]
- De wormsalamander Mimosiphonops reinhardti is eveneens naar Reinhardt vernoemd, meer dan honderd jaar nadat hij het type verzamelde.[3]

## Publicaties (selectie)
- 1838 - Icthyologiske Bidrag til den grönlandske Fauna. Det Kongelige Danske Videnskabernes Selskabs naturvidenskabelige og mathematiske Afhandlinger ser. 4, 7: 83-198, pl. 1-8. BHL
- 1844 - Beschreibung einer neuen Art der Gattung Cereolobes. Archiv für Naturgeschichte 10: 240-243. BHL
- 1857 - Naturhistoriske Bidrag til En Beskrivelse af Grønland BHL
- 1862 - met C.F. Lütken. Bidrag til Kundskab om Brasiliens Padder og Krybdyr. Videnskabelige Meddelelser fra den naturhistoriske Forening i Kjöbenhavn ser. 2, 3: 143-242. BHL
- 1870 - Bidrag til Kundskab om Fuglefaunaen i Brasiliens Campos. Förste Halvdeel. Videnskabelige Meddelelser fra den naturhistoriske Forening i Kjöbenhavn ser. 3, 2: 1-124. BHL
- 1870 - Bidrag til Kundskab om Fuglefaunaen i Brasiliens Campos. Anden Halvdeel. Videnskabelige Meddelelser fra den naturhistoriske Forening i Kjöbenhavn ser. 3, 2: 315-457. BHL
- 1873 - Om Vingens anatomiske Bygning hos Stormfugle-Familien (Procellaridae s. Tubinares). Videnskabelige Meddelelser fra den naturhistoriske Forening i Kjöbenhavn ser. 3, 5: 123-137. BHL
- 1874 - Notitser til Grønlands Ornithologi. Videnskabelige Meddelelser fra den naturhistoriske Forening i Kjöbenhavn ser. 3, 6: 179-189. BHL
- 1875 - Bidrag til Kundskab om Kjaempedovendyret Lestodon armatus. Det Kongelige Danske videnskabernes Selskabs Skrifter, naturvidenskabelig og mathematisk Afdeling ser. 5, 11: 1-38. BHL
- 1879 - Beskrivelse af Hovedskallen af et Kaempedovendyr Grypotherium darwinii, fra La Plata-Landenes plejstocene Dannelser. Det Kongelige Danske Videnskabernes Selskabs Skrifter, naturvidenskabelig og mathematisk Afdeling ser. 5, 12: 351-381. BHL
- 1881 - Notitser til Grønlands Ornithologi. (2). Videnskabelige Meddelelser fra den naturhistoriske Forening i Kjøbenhavn ser. 4, 3: 183-189. BHL

- Catàleg d'autoritats de noms i títols de Catalunya: 981058511204206706
- Gemeinsame Normdatei: 102309566
- International Standard Name Identifier: 0000 0000 8379 9292
- Library of Congress Control Number: nr95044252
- Nationale Bibliotheek van Tsjechië: xx0315084
- Nederlandse Thesaurus van Auteursnamen: 214208192
- SNAC: w6m61s62
- Système universitaire de documentation: 25513388X
- Trove: 981751
- Virtual International Authority File: 47150760
- WorldCat: E39PBJkTcvCMb3kTMctPghwwG3